# Wielki Stach
Wielki Stach (ang. Big Stan) – amerykańska komedia wyreżyserowana przez Roba Schneidera, który zagrał także główną rolę. Film wszedł na ekrany kin w niektórych krajach jesienią 2008. W USA nie był wyświetlany w kinach, swój debiut w USA miał na początku 2009 roku na nośniku DVD. W programie radiowym Loveline, Schneider powiedział, że chce by jego obraz był filmem-protestem przeciw gwałtom, odnosząc się tutaj do gwałtów w więzieniach.

## Fabuła
Agent nieruchomości oszukujący swoich klientów nazywający się Stan Minton (Rob Schneider) wpada w panikę gdy dowiaduje się, że trafi do więzienia za defraudację. Strach przed byciem zgwałconym w więzieniu prowadzi Stana do wynajęcia tajemniczego guru (David Carradine). Ten pomaga mu przeistoczyć się w eksperta sztuk walk. W więzieniu Stan korzysta z nabytych umiejętności by zastraszyć innych więźniów i w ten sposób zdobyć ich szacunek. W końcu Stan zostaje przywódcą więźniów. Wprowadza wśród nich pokój i harmonię. Skorumpowany naczelnik więzienia ma plan, dzięki któremu zarobi mnóstwo pieniędzy jeśli tylko zmieni więzienie w pole bitwy. Stan jest jedyną osobą, która może mu w tym planie przeszkodzić.

## Obsada
- Rob Schneider jako Stan Minton
- David Carradine jako Mistrz
- Jennifer Morrison jako Mindy Minton
- M. Emmet Walsh jako Lew Popper
- Scott Wilson jako Strażnik Gasque
- Henry Gibson jako Shorts
- Marcia Wallace jako Alma
- Randy Couture jako Carnahan
- Richard Kind jako Mal
- Brandon Molale jako Strażnik #1
- Lil Rob jako Więzień
- Olivia Munn jako Maria
- Rock Tell jako Więzień bractwa aryjskiego
- Jackson Rathbone jako Robbie "hipis"
- Dan Inosanto jako Nożownik
- Bob Sapp jako Big Raymond